# Bahnhof Gaildorf West
Der Bahnhof Gaildorf West ist ein Bahnhof im Westen der Stadt Gaildorf.
Der Bahnhof wurde 1879 als Zwischenbahnhof der Bahnstrecke Waiblingen–Schwäbisch Hall-Hessental eröffnet. Von 1903 bis 2005 war der Gaildorf West als Trennungsbahnhof Ausgangspunkt der Oberen Kochertalbahn nach Untergröningen.

## Geschichte

### Planung und Bau
1843 wurde im Gasthof Zur Krone die erste Poststelle der Stadt eingerichtet. Seit diesem Jahr hielten dreimal wöchentlich Eilwagen in Gaildorf, die zwischen Stuttgart und Nürnberg verkehrten. Zwei Jahre später begann der Eisenbahnbau in Württemberg.
Durch die Lage am Kocher konnte bedenkenlos eine günstige Verbindung zwischen Hall über Gaildorf nach Aalen hergestellt werden. Im Sommer 1857 reisten Sachverständige an und vermaßen im Oberamt das Gelände.
Doch der Weg über Gaildorf stand stets in Konkurrenz mit einer Bahnlinie durch das Jagsttal, das den Anschluss von Ellwangen und Crailsheim ermöglichte. Im Juni 1861 sendete das Gaildorfer Eisenbahn-Komitee eine Denkschrift nach Stuttgart. Sie beinhaltete die Bitte, die im Bau befindliche „Kocherbahn“ Heilbronn–Hall über das obere Kochertal nach Wasseralfingen weiter zu führen.
Ein weiteres Komitee, das sich Central-Comité nannte und aus Bürgern der Oberämter Waiblingen, Backnang und Gaildorf zusammensetzte, stellte im März 1864 eine Bittschrift an den Landtag. In dieser forderten sie den Bau einer Eisenbahn von Waiblingen über Backnang und Gaildorf nach Hall.
Die Ellwanger und Crailsheimer konnten schließlich das Parlament überzeugen, und der Landtag entschied am 13. April 1865, die Strecke westlich von Hall und entlang der Jagst weiterzuführen. Verständnislos darüber verfasste der Gaildorfer Abgeordnete Friedrich Kausler eine Denkschrift, in dem er noch einmal die Wichtigkeit seiner Oberamtsstadt unterstrich und Ellwangen und Crailsheim als unbedeutende Städte bezeichnete.
Der Eisenbahnanschluss Gaildorfs verzögerte sich noch um einige Jahre. Um die Strecke von Waiblingen nach Hall möglichst schnell zu errichten, begannen die Bauarbeiten an beiden Endpunkten. Am 18. April 1878 erreichte der erste Zug, von Backnang kommend, Murrhardt.

### Staatsbahnzeit
Am 1. Dezember 1879 eröffnete die Königlich Württembergische Staatsbahn das Teilstück Hessenthal–Gaildorf. Dies bedeutete das Ende der Postkutschenverbindung Stuttgart–Nürnberg. Um die verbliebene Lücke zwischen Murrhardt und Gaildorf zu schließen, musste unter dem Kappelesberg ein Tunnel gegraben werden. Das Nordportal befindet sich etwa 300 Meter vor der Einfahrt in den Bahnhof. Die Fertigstellung des letzten Abschnitts Murrhardt–Gaildorf erfolgte am 15. Mai 1880.
Der Bahnhof Gaildorf lag außerhalb – über einen Kilometer westlich der Stadt und 800 Meter südlich des Weilers Kleinaltdorf.
Das Empfangsgebäude ist erhalten geblieben. Es ist ein dreistöckiges Bauwerk mit Walmdach, an das nördlich und südlich ein einstöckiger mit Satteldächern gedeckter Anbau anschließt. Das Erdgeschoss besteht aus hellem Sandstein. Die Fassade der oberen Geschosse ist mit Holzschindeln verkleidet.
Für Gaildorf brachte der Eisenbahnanschluss nicht den gewünschten Aufschwung. Zu Beginn des 20. Jahrhunderts bewohnten rund 1.700 Menschen die Stadt am Kocher, kaum mehr als in den Jahrzehnten zuvor. Die Bebauung der Bahnhofstraße begann nur sehr zögerlich. Am Bahnhof verzeichnete die Staatsbahn 1902 eine Rekordmenge an Wagenladungen – jedoch nur im Bereich der Forstwirtschaft: An keiner anderen Station im Königreich Württemberg wurde in diesem Jahr soviel Holz verladen.
Da die Staatsbahn den Bau einer Bahnstrecke nach Wasseralfingen nicht in Angriff nehmen wollte, bemühte sich die private Württembergische Eisenbahn-Gesellschaft um den Bau. Am 1. Oktober 1903 rollten die ersten Züge nach Untergröningen. Gaildorf erhielt südlich der Stadt einen weiteren Bahnhof – Gaildorf Stadt.

### Umbenennungen
Nach der Fertigstellung der Nebenbahn benannte die Staatsbahn den Bahnhof Gaildorf in Gaildorf Staatsbahnhof um.
Am 1. April 1920 ging die Staatsbahn in der Deutschen Reichsbahn auf. Der damit veraltete Zusatz Staatsbahnhof wurde später durch Reichsbahnhof (Beschilderung: Gaildorf Reichsbahn) ersetzt.
Diese Bezeichnung hielt sich bis nach dem Zweiten Weltkrieg. Inzwischen gehörte auch der Zusatz Reichsbahn der Vergangenheit an. Die Bundesbahndirektion Stuttgart entschied sich, den Bahnhof in Gaildorf West umzubenennen.

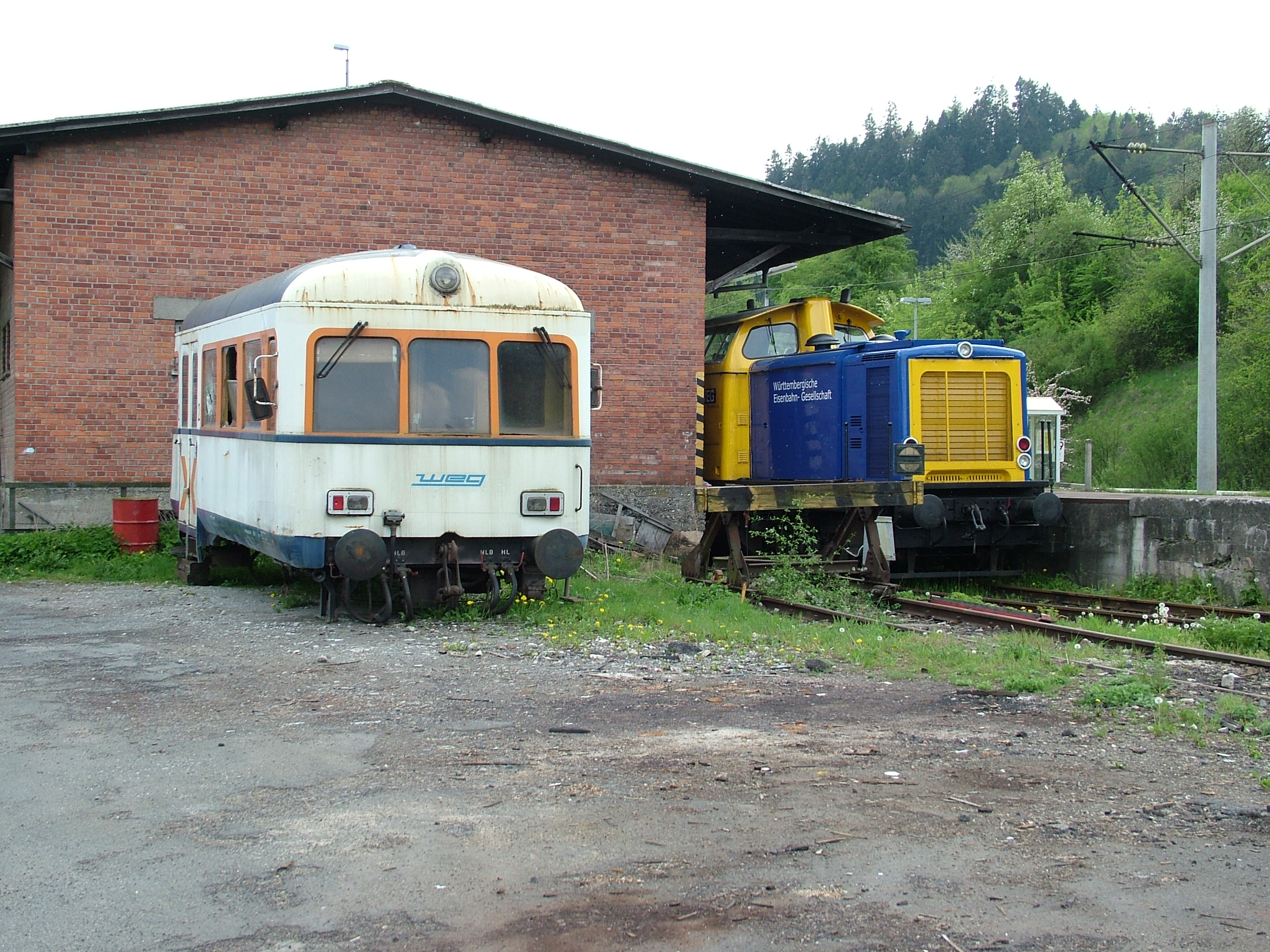
Verunglückter Triebwagen VT 114 und Diesellok V 125 im Bahnhof Gaildorf West im Mai 2004

### Zeit der Deutschen Bahn AG und Entwidmung der Oberen Kochertalbahn
Zum 31. Mai 1996 elektrifizierte die Deutsche Bahn die Strecke von Crailsheim bis Marbach (Neckar).
Die Fahrgastzahlen auf der Oberen Kochertalbahn gingen stetig zurück. Ab 15. Mai 2000 übernahmen Omnibusse den Großteil des Personenverkehrs. Zu den sinkenden Fahrgastzahlen kam die Verschlechterung des Streckenzustands hinzu. Am 17. Oktober 2005 erfolgte die Einstellung des Betriebes. Der Streckenabschnitt Gaildorf West–Schönberg soll als Gütergleis erhalten bleiben.
Obwohl nun der Bahnhof Gaildorf Stadt aufgelassen war, verzichtete die Deutsche Bahn auf eine Umbenennung des einzig verbliebenen Bahnhofs im Stadtgebiet.

### Ausblick
Im Mai 2022 wurden Planungsleistungen (Leistungsphasen 1 bis 4) zur Erneuerung von sechs Verkehrsstationen an der Murrbahn ausgeschrieben, darunter auch Gaildorf West.

## Anlagen
Der Bahnhof verfügt über drei Bahnsteiggleise. Ursprünglich hatten sie alle Seitenbahnsteige, im Zuge von Modernisierungsmaßnahmen wurde ein 76 cm hoher Mittelbahnsteig zwischen den Gleisen 2 und 3 angelegt, der über eine Unterführung erreichbar ist. Nördlich der Bahnsteige gibt es auf der Ostseite drei Abstell- und Ladegleise.
Das Gleis der Oberen Kochertalbahn führte ursprünglich vor dem Bahnhofsgebäude vorbei, dort gab es einen Bahnsteig. Das Gleis mündete im nördlichen Bahnhofsbereich in die Staatsbahn ein. Weitere Gleise der Oberen Kochertalbahn gab es am Bahnhof nicht. 1967 wurde eine Verbindung im südlichen Bereich des Bahnhofes gebaut, so dass die Personenzüge seitdem im Staatsbahnhof begannen und endeten.
Spätestens 2017 wurde das Gleis Richtung Untergröningen durch den Einbau eines Prellbockes unbefahrbar gemacht.

## Bahnbetrieb
Der Bahnhof wird von Regionalzügen bedient. Auf Gleis 1, am Hausbahnsteig, halten planmäßig keine Züge mehr, es dient durchfahrenden Zügen Richtung Schwäbisch Hall-Hessental. Auf Gleis 2 halten die Züge in beide Fahrtrichtungen. Auch auf Gleis 3 findet planmäßig kein Halt von Zügen mehr statt. Es dient durchfahrenden Zügen Richtung Backnang.
Der Bahnhof Gaildorf West gehört bei der Deutschen Bahn AG der Preisklasse 6 an.

### Regionalverkehr
Der Bahnhof Gaildorf-West wird von nachfolgenden Regionalexpress (RE)- und Regionalbahn (RB)-Linien bedient (Stand Dezember 2019). Dabei entsteht durch Überlagerungen werktags zwischen Stuttgart und Gaildorf-West  ein 30-Minuten-Takt.
| Strecke | Strecke | Taktfrequenz     |
| ------- | --- | ---------------- |
| RE 90   | Stuttgart – Bad Cannstatt – Waiblingen – Backnang – Gaildorf West – Schwäbisch Hall-Hessental – Crailsheim – Ansbach – Nürnberg | 120-Minuten-Takt |
| RE 19   | Stuttgart – Bad Cannstatt – Waiblingen – Backnang – Gaildorf West – Schwäbisch Hall-Hessental (– Crailsheim)                    | 120-Minuten-Takt |
| RB 19   | Stuttgart – Bad Cannstatt – Waiblingen – Backnang – Gaildorf West                                                               | 60-Minuten-Takt  |